# Тенориу
Тенориу (порт. Tenório) — муниципалитет в Бразилии, входит в штат Параиба. Составная часть мезорегиона Борборема. Входит в экономико-статистический микрорегион Серидо-Ориентал-Параибану. Население составляет 2574 человека на 2006 год. Занимает площадь 105,270 км². Плотность населения — 24,5 чел./км².

## История
Город основан в 1994 году.

## Статистика
- Валовой внутренний продукт на 2003 год составляет 5 849 514,00 реалов (данные: Бразильский институт географии и статистики).
- Валовой внутренний продукт на душу населения на 2003 год составляет 2313,89 реалов (данные: Бразильский институт географии и статистики).
- Индекс развития человеческого потенциала на 2000 год составляет 0,570 (данные: Программа развития ООН).